# Johann Joachim Brunschweiler
Johann Joachim Brunschweiler (* 17. Juni 1759 in Erlen; † 31. Dezember 1830 in Hauptwil) war ein Schweizer Unternehmer. Bekannt wurde er durch sein politisches Wirken.
1798 war er zusammen mit seinem Bruder Enoch und Hans Jakob Gonzenbach führender Kopf der Befreiungsbewegung im Thurgau. Hier war er für etwa zwei Monate Mitglied des Landeskomitees.